# 船形乡
船形乡，是中华人民共和国湖南省株洲市炎陵县下辖的一个乡镇级行政单位。

## 行政区划
船形乡下辖以下地区：
东河村、黄洞村、同睦村、新生村、高路村、船形村、沿潭村、南坪村、水垅村和长旺村。